# لارس یورگنسن
لارس یورگنسن (به انگلیسی: Lars Jorgensen) (زادهٔ ۱ سپتامبر ۱۹۷۰) شناگر اهل ایالات متحده آمریکا است.